# Jad Rambam
Jad Rambam (hebr. יד רמב"ם) – moszaw położony w Samorządzie Regionu Gezer, w Dystrykcie Centralnym, w Izraelu.

## Położenie
Leży w Szefeli, w otoczeniu miasta Ramla, moszawów Kefar Szemu’el, Azarja i Macliach, kibucu Na’an, oraz wioski Bet Chaszmonaj.

## Historia
Moszaw został założony 6 listopada 1955 przez żydowskich imigrantów z Maroka. Nazwano go na cześć rabina Mojżesza Majmonidesa (1135-1204), zwanego Rambam.

## Kultura i sport
W moszawie jest ośrodek kultury oraz boisko do piłki nożnej.

## Gospodarka
Gospodarka moszawu opiera się na intensywnym rolnictwie.
W Jad Rambam swoją siedzibę posiada firma RE.OU.EL Ltd., która jest największym w Izraelu dystrybutorem kabli, łączy telefonicznych oraz specjalistycznych urządzeń komunikacyjnych. Przedsiębiorstwo dostarcza produkty dla izraelskich władz, wojska i kolei.

## Komunikacja
Na zachód od moszawu przebiega autostrada nr 6 i droga ekspresowa nr 44 (Holon-Eszta'ol), a na północ przebiega autostrada nr 431 (Riszon le-Cijjon-Kefar Szemu’el), brak jednak możliwości wjazdu na nie. Z moszawu wyjeżdża się na północny wschód na drogę nr 424, którą jadąc na zachód wjeżdża się na drogę ekspresową nr 44, lub jadąc na południowy wschód dojeżdża się do wioski Bet Chaszmonaj. Lokalna droga prowadzi na południe do moszawu Azarja.